# Конюс, Лев Эдуардович
Лев Эдуардович Коню́с (фр. Léon Conus; 26 апреля 1871, Москва, Российская империя — 18 января 1944, Цинциннати, штат Огайо, США) — российский пианист и музыкальный педагог. Сын Эдуарда Конюса, посвятившего Льву свой наиболее известный сборник фортепианных этюдов; брат Георгия и Юлия Конюсов.

## Биография
Окончил Московскую консерваторию (1892), где учился, в частности, у Антона Аренского. Соучеником Конюса был Сергей Рахманинов, с которым Конюса связывали дружеские отношения до конца его жизни (при выпуске оба композитора представили одноактные оперы по пушкинской поэме «Цыганы»). Был близок также и к Александру Скрябину, опубликовал переложение Третьей симфонии Скрябина для фортепиано в четыре руки.
В 1912—1920 годах преподавал в Московской консерватории, с 1918 года — профессор.
В 1920 г., воспользовавшись унаследованным от предков французским гражданством, покинул Россию и обосновался во Франции, где стал одним из основателей Русской консерватории в Париже; среди учеников Конюса, в частности, Нина Милкина. Кроме того, по приглашению Изидора Филиппа преподавал в парижской Нормальной школе музыки. В 1935 г. вместе с женой Ольгой Конюс (урождённой Ковалевской), также пианисткой, перебрался в США и возглавил кафедру фортепиано в Консерватории Цинциннати (после смерти Конюса этот пост переняла его жена). Супругам Конюс принадлежит неоднократно переиздававшийся впоследствии учебник «Основы фортепианной техники» (англ. Fundamentals of Piano Technique).